# (12787) Abetadashi
(12787) Abetadashi est un astéroïde de la ceinture principale.

## Description
(12787) Abetadashi est un astéroïde de la ceinture principale. Il fut découvert le 20 septembre 1995 à Kitami par Kin Endate et Kazuro Watanabe. Il présente une orbite caractérisée par un demi-grand axe de 2,26 UA, une excentricité de 0,18 et une inclinaison de 6,2° par rapport à l'écliptique.

## Compléments